# 키스메트 (마블 코믹스)
키스메트(아랍어: قسمت Kismet[*])는 마블 코믹스의 슈퍼히어로 캐릭터이다. 애덤 워록의 관련 인물이다. '파라곤'이라는 이름으로 1977년 10월 《인크레더블 헐크》 연감 6호에 처음 등장했고, 이후 '키스메트'라는 이름으로 1980년 5월 《마블 투인원》에, '아이샤'라는 이름으로 1998년 《판타스틱 포》 11호에 다시 등장하였다. 렌 윈와 허브 트림프가 공동 창작하였다. 이름 '키스메트'는 아랍어로 '운명'을 뜻하며, 파라곤(Paragon), 아이샤(Ayesha), 그분(Her)으로도 불린다.

## 담당 배우

### 영화
- 가디언즈 오브 갤럭시 2(2017) - 엘리자베스 데비키